# Bossekop

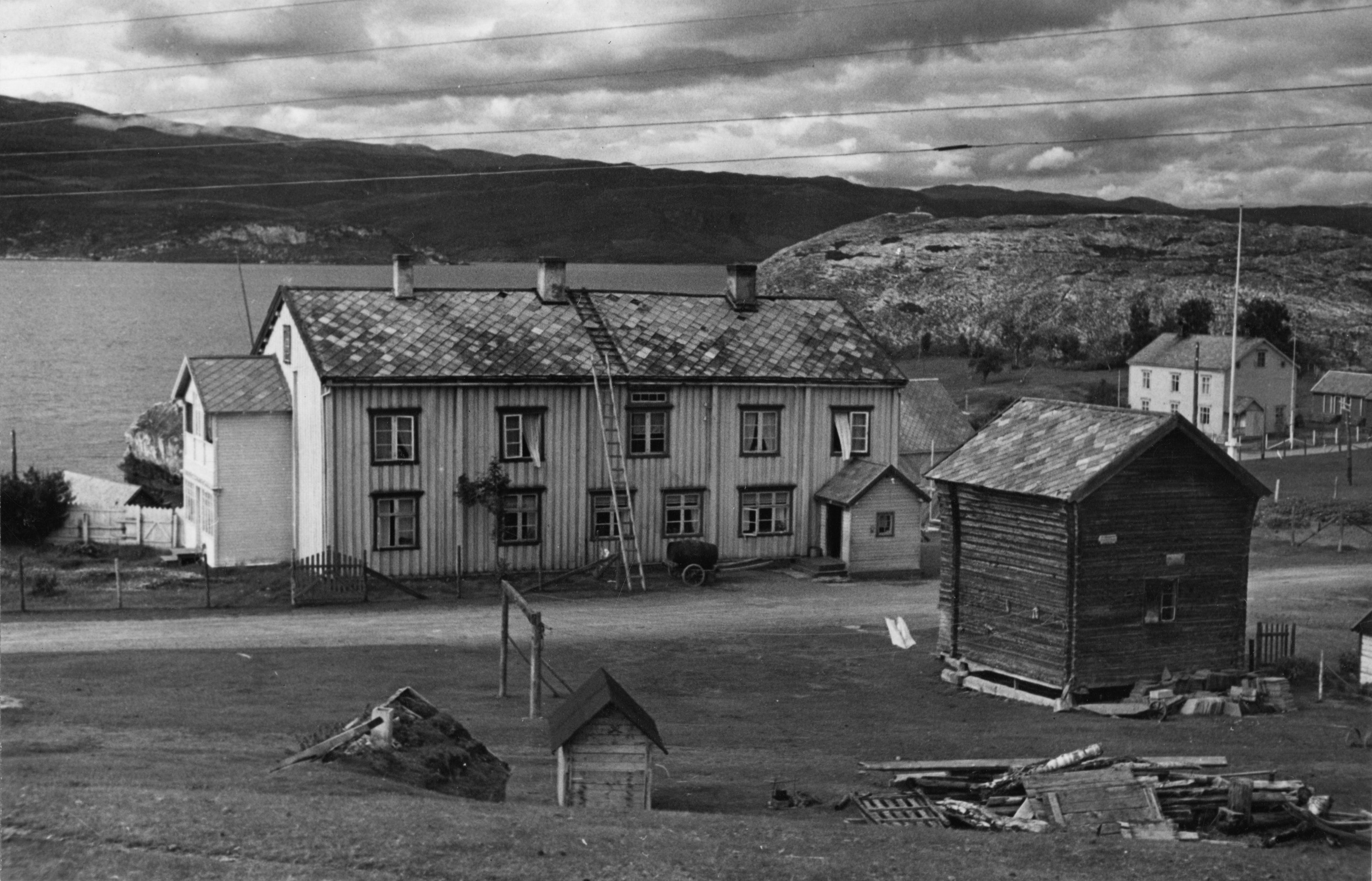
Bossekopp handelsted 1936

Bossekop (nordsamiska Bossugohppi 'bardvalsbukt' ) är en stadsdel i tätorten Alta i Finnmark fylke i Norge.
Bossekop, som hade växt samman med Alta omkring år 2000, ligger innerst i Altafjorden där Europaväg 6 möter riksväg 96. I Bossekop finns några butiker och ett kafé. Det är en gammal marknadsplats där samer från området samlades för att sälja renkött, renskinn, ripor och skinnstövlar. På senare år har marknaden öppnats igen med fasta marknadsdagar den 3 mars och den 1 december. Det samiska namnet Bossogohppi är sedan 2005 officiellt namn. 
Redan 1719 fanns det en skola i Bossekop och idag är Bossekop skole en lågstadieskola. 
Väster om Bossekop ligger de berömda hällristningarna där även Alta museum ligger.
Den franska La Rechercheexpeditionen byggde 1838 ett mindre observatorium för observationer av norrsken och magnetism hos fru Clerk på Bossekop. Den franske konstnären Bevalets tavlor från Bossekop blev mycket berömda och visades på utställningar i hela Europa. År 1882 byggde man med anledning av Internationella Polaråret ett nytt observatorium i Breverud inte långt därifrån, ett projekt som först leddes av Aksel Steen. Den tyske forskaren Martin Brendel tog 1892 det allra första fotografiet av norrsken där. Bossekop och Kåfjord ingick i det observatorienätverk som etablerades 1902-03 av Kristian Birkeland.